# Lessons in Chemistry
Lessons in Chemistry (en español Cocina con química) es una miniserie de televisión del género drama histórico, desarrollada por Lee Eisenberg para el servicio de streaming estadounidense, Apple TV+, estrenada el 13 de octubre de 2023. La serie es una adaptación de la novela homónima de Bonnie Garmus, y está protagonizada por Brie Larson como la química Elizabeth Zott, quien conduce su propio programa de cocina en los Estados Unidos de los años 60.

## Premisa
Después de ser despedida de su trabajo como técnica de laboratorio, la química Elizabeth Zott decide utilizar su trabajo y sus conocimientos para presentar un nuevo programa de cocina televisivo durante la década de 1960 titulado "Supper at Six" para educar a las amas de casa sobre temas científicos.

## Elenco y personajes

### Principal
- Brie Larson como Elizabeth Zott
- Lewis Pullman como Calvin Evans
- Aja Naomi King como Harriet Sloane
- Stephanie Koenig como Fran Frask
- Patrick Walker como Reverend Wakely

### Recurrente
- Derek Cecil como Dr. Robert Donatti
- Thomas Mann como Boryweitz
- Andy Daly como Dr. Richard Price
- Alice Halsey como Madeline Zott
- Amentii Sledge como Linda Sloane
- Yasir Hashim Lafond como James "Junior" Sloane
- Joshua Hoover como Anthony Powers
- Kevin Sussman como Walter Pine
- Marc Evan Jackson como Dr. Leland Mason

### Invitado
- Tate Ellington como Dr. Ellington
- B. J. Novak como la voz de Six-Thirty
- Beau Bridges como Wilson
- Jake Short como Ralph Bailey
- Rainn Wilson como Phil Lebensmal
- Ashley Monique Clark como Martha Wakely

## Episodios
| N.º | Título                      | Dirigido por      | Escrito por                | Fecha de emisión original |
| --- | --------------------------- | ----------------- | -------------------------- | ------------------------- |
| 1   | «Little Miss Hastings»      | Sarah Adina Smith | Lee Eisenberg              | 13 de octubre de 2023     |
| 2   | «Her and Him»               | Sarah Adina Smith | Elissa Karasik             | 13 de octubre de 2023     |
| 3   | «Living Dead Things»        | Bert y Bertie     | Elissa Karasik y Emily Fox | 20 de octubre de 2023     |
| 4   | «Primitive Instinct»        | Bert y Bertie     | Elissa Karasik             | 27 de octubre de 2023     |
| 5   | «CH3C00H»                   | Milicent Shelton  | Elissa Karasik y Emily Fox | 3 de noviembre de 2023    |
| 6   | «Poirot»                    | Milicent Shelton  | Elissa Karasik y Emily Fox | 10 de noviembre de 2023   |
| 7   | «Book of Calvin»            | Tara Miele        | Elissa Karasik             | 17 de noviembre de 2023   |
| 8   | «Introduction to Chemistry» | Tara Miele        | Lee Eisenberg              | 22 de noviembre de 2023   |

## Producción
En enero de 2021 se anunció que Apple TV+ había emitido un pedido directo de serie para el programa, con Brie Larson como protagonista y productora ejecutiva. La serie comenzó a producirse en agosto de 2022, con Lewis Pullman, Aja Naomi King, Stephanie Koenig, Patrick Walker, Thomas Mann, Kevin Sussman y Beau Bridges agregados al elenco.

## Recepción
El sitio web agregador de reseñas, Rotten Tomatoes, informó un índice de aprobación del 84% con una calificación promedio de 7,4/10, según 59 reseñas de críticos. El consenso de los críticos del sitio web dice: "Tocando varios temas candentes mientras se beneficia enormemente de una pizca perfecta de Brie Larson, los ambiciosos ingredientes de Lessons in Chemistry se suman a un entretenimiento satisfactorio". Metacritic, que utiliza un promedio ponderado, asignó una puntuación de 68 sobre 100 basándose en 30 críticas, lo que indica críticas "generalmente favorables".

### Premios y nominaciones
| Año  | Premio                           | Categoría                                    | Nominado(s)          | Resultado | Ref.   |
| ---- | -------------------------------- | -------------------------------------------- | -------------------- | --------- | ------ |
| 2024 | Premios de la Crítica Televisiva | Mejor miniserie                              | Lessons in Chemistry | Nominada  | [ 10 ] |
| 2024 | Premios de la Crítica Televisiva | Mejor actriz – Película/Miniserie            | Brie Larson          | Nominada  | [ 10 ] |
| 2024 | Premios de la Crítica Televisiva | Mejor actor de reparto – Película/Miniserie  | Lewis Pullman        | Nominado  | [ 10 ] |
| 2024 | Premios de la Crítica Televisiva | Mejor actriz de reparto – Película/Miniserie | Aja Naomi King       | Nominada  | [ 10 ] |